# Pied Piper (cómic)
Pied Piper —también conocido como Piper y como El flautista de Hamelín o El Flautista en Hispanoamérica y España— es un supervillano convertido en superhéroe que aparece en los cómics publicados por DC Comics, y se asocia comúnmente con el superhéroe Flash. El personaje fue creado por el escritor John Broome y el artista Carmine Infantino, e hizo su primera aparición en The Flash #106 (mayo de 1959).
Piper se presentó originalmente como un enemigo de Flash/Barry Allen y finalmente se convirtió en miembro de Los Renegados, una asociación criminal dirigida por el Capitán Frío que a menudo luchaba contra Flash. Durante el evento cruzado Crisis on Infinite Earths, la mayor parte del Multiverso fue destruido, lo que resultó en el reinicio del Universo DC; además, Barry murió y Wally West tomó el manto de Flash. Después de los eventos de Crisis, Piper fue reintroducida en The Flash (vol. 2) #20 (diciembre de 1988) como reformado y convertido en un campeón de los pobres. Poco después, se convirtió en aliado y amigo personal de Wally, y en un miembro integral de la Familia Flash.
Tras los eventos de Flashpoint, DC Comics reinició su universo una vez más y relanzó sus títulos en 2011, durante el evento The New 52. Aquí, Piper es retratada como un exmiembro de los Renegados, que ha dejado de ser un justiciero y está saliendo con David Singh, el director de Barry en el Departamento de Policía de Ciudad Central.
Pied Piper apareció en la primera, segunda, sexta y novena temporada de The Flash, interpretado por Andy Mientus.

## Historial de publicaciones
Creado por John Broome y Carmine Infantino, el personaje hizo su primera aparición en The Flash #106 (mayo de 1959).
Después de los eventos de Crisis, se reveló que Piper era gay en The Flash (vol. 2) #53 (agosto de 1991).

## Biografía ficticia
Hartley Rathaway (cuyo alías era Thomas Peterson) nació sordo y recibió tecnología de asistencia en forma de implantes auditivos gracias a una investigación financiada por su rico padre (más tarde se reveló que los implantes fueron hechos por el Dr. Will Magnus). Se obsesionó con el sonido y persiguió poco más en la vida; Al experimentar con tecnología sónica, Rathaway finalmente inventó una técnica de hipnotismo a través de la música y una forma de causar vibraciones mortales. Al aburrirse de su estilo de vida, recurrió al crimen como el El flautista de Hamelín y chocaba con frecuencia con Barry Allen, el segundo Flash.

### Reforma
Tras la muerte de Barry Allen en Crisis en tierras infinitas, Rathaway se alejó del crimen presentándose como un socialista que defendía a las personas pobres y más desfavorecidas. También fue uno de los primeros personajes DC en declararse abiertamente gay, la primera vez que se percató de su condición fue cuando se sintió atraído por Vara Lauren viendo el filme The Crawling Hand. Rathaway se convirtió en un buen amigo del tercer Flash, Wally West y de la esposa de este, Linda, a quienes frecuentemente ayudó en problemas científicos.
Tiempo después El Flautista fue arrestado por el asesinato de sus padres, Wally sabía que Rathaway no era capaz de hacer algo así, sin embargo, este último parecía igualmente asumir la culpa. Finalmente Wally West descubrió que el verdadero asesino era Mirror Master, sin percatarse de ello El Flautista salió de la prisión de Iron Heights llegando a algún tipo de acuerdo con el ex-Renegado y agente del FBI, Trickster. Mientras entrenaba con el equipo su amigo, Wally West con ayuda de un hechizo, consiguió borrar los recuerdos de su identidad secreta a cada uno de los que la sabía, incluyendo a Rathaway, esto como consecuencia de que Zoom provocara un aborto involuntario en Linda.
Más tarde se reveló que Barry Allen hizo que Zatanna manipulara la mente del supervillano Top, convirtiéndolo en un héroe (Top se había vuelto loco y Allen creía que esta era la única forma de evitar que causara más daño). Como héroe, Top se volvió loco por la culpa de sus actos anteriores. Después de que Allen murió, Wally recibió una carta de Barry pidiéndole que restaurara la mente de Top si alguna vez regresaba. Después de que Wally hizo que Zatanna restaurara la mente de Top, Top reveló que cuando había sido un héroe, también había intentado reprogramar a muchos de los otros Renegados en héroes, incluido Pied Piper.
Cuando los Renegados "buenos" fueron tras los "malos" restantes, Top volvió para deshacer su lavado de cerebro a los Renegados redimidos. Cuando Piper luchó contra Flash, West se desenmascaró, lo que provocó una avalancha de recuerdos de su amistad y provocó que Piper se desmayara mientras su mente se reparaba. Cuando se despertó, Piper parecía ser el mismo de antes y acudió en ayuda de Linda. Piper sigue siendo el único pícaro que ya no es un villano, a excepción de Magenta. Más tarde, todos los cargos por asesinato fueron absueltos.

### Un año después
Un año después, Pied Piper fue visto en las páginas de The Flash (vol. 3) y Countdown formando equipo con un nuevo grupo de Renegados liderado por Inertia. El equipo de Renegados lo tiene trabajando con el asesino de sus padres, Mirror Master. Piper revela que se ha unido a los Renegados con un plan para infiltrarse en ellos, pero cuando el Capitán Frío, Heat Wave y Mago del Clima asesinan con éxito a Bart Allen, él y Trickster se ven obligados a huir juntos. Son perseguidos por héroes y villanos por igual en la forma del Escuadrón Suicida, Pregunta y Batwoman, Hiedra Venenosa y Deathstroke, y finalmente la ex amiga de Piper y el Flash anterior recién regresado, Wally West. Wally los confina a los dos en la boda de Flecha Verde y Canario Negro, a pesar de las advertencias de que Deathstroke está planeando un asalto total en la ocasión. Se las arreglan para escapar del asalto a la boda, mientras que, sin darse cuenta, recogen a Double Down como pasajero. El trío se detiene en un restaurante, solo para ser atacado por el Escuadrón Suicida. Double Down es capturado, pero Piper y Trickster, usando un campo de invisibilidad, deciden seguir al Escuadrón y liberar a los otros villanos capturados. Después de encontrar y liberar a Dos-Caras, Piper y Trickster son atacados nuevamente por Deadshot, quien los persigue sin descanso hasta que logra asesinar a Trickster. Con la muerte de Trickster, las esposas activan una autodestrucción de 24 horas, que Piper puede retrasar con su flauta. Cuando el tren en el que se encuentran se somete a un control fronterizo, Piper huye al desierto. Delirando por el calor, comienza a imaginar que el cadáver de Trickster le está hablando. Después de cortar la mano del resto del cadáver, Piper es llevado a Apokolips por DeSaad. DeSaad desbloquea los grilletes y afirma que Piper puede canalizar la Ecuación Anti-Vida y controlar el planeta. Antes de que Piper pueda hacerlo, Hermano Ojo termina de asimilar Apokolips.
DeSaad finalmente obtiene el control de Hermano Ojo y convence a Piper de tocar su flauta para activar la Ecuación Anti-Vida. Piper accede a jugar, pero al enterarse de que DeSaad fue el autor intelectual de su reciente desgracia, en un intento casi exitoso de romper su espíritu y tomar el control de él, mata a DeSaad con una melodía. Toca una última vez para Hermano Ojo, un canto del cisne, "The Show Must Go On" por  Queen, que explota la entidad fusionada Hermano Ojo/Apokolips, con él todavía atrapado dentro, aparentemente abandonado para morir. Sin embargo, más tarde se lo ve con vida en las calles de Gotham City, diciendo que si se le permitía vivir por alguna razón, esta vez jugaría del lado de los ángeles.

### Final Crisis
El Flautista regresa en la miniserie, Final Crisis: La Venganza de los Renegados, en donde ingresa al precinto de policía y rescata la voluntad de The Trickster pero en realidad era una falsificación escrita con tinta invisible que contenía información de los otros Renegados. Piper más tarde interviene en la lucha entre Inercia, Zoom y los Renegados, en donde utiliza su flauta para paralizar a los combatientes y vengarse personalmente de Mirror Master propinándole una patada en la cara, antes de darse cuenta Libra hace aparición apuñalándolo en el hombro con su lanza, a pesar de estar herido Rathaway logró contribuir a la asesinato de Inercia manteniendo aún a los Renegados en su lugar. Más tarde se hace mención de él por haberse entregado voluntariamente al Departamento de Policía de Ciudad Central.

### The New 52:The Flash y Forever Evil: Rogues Rebellion(2011–2016)
En septiembre de 2011, The New 52 reinició la continuidad de DC. En esta nueva línea de tiempo, Hartley es ahora el director de la orquesta de Ciudad Central y se dice que es un "vigilante reformado". Más tarde ayuda a Flash y al excompañero de equipo Renegado, el Capitán Frío, contra los Renegados recién unidos.
Está en una relación romántica con David Singh, el director del laboratorio criminalístico del Departamento de Policía de Ciudad Central.

## Poderes y habilidades
Un genio de la tecnología sónica, a la edad de dieciséis años, Rathaway había creado una flauta sofisticada capaz de hipnotizar a cualquiera dentro del alcance de su sonido. Puede hacer que cualquiera haga lo que quiera, e incluso puede hacerse 'invisible' a la percepción de los demás. Aunque se centró obsesivamente en la tecnología basada en el sonido en sus primeros años, más tarde amplió su alcance a retoques mecánicos más generales. Inicialmente, empleó sus técnicas de control mental casi exclusivamente en humanos (y animales ocasionales), pero durante su encarcelamiento en Iron Heights se enamoró de las omnipresentes ratas de la prisión y las incorporó a su truco, agregando otra similitud con su legendario homónimo. Puede usar casi cualquier cosa que pueda crear tonos para sus manipulaciones sónicas, incluidos teléfonos de tonos y silbatos de hierba. Según DeSaad, el poder de Rathaway se basa en la manipulación de la Ecuación Anti-Vida. Rathaway también emplea una serie de dispositivos que pueden generar o amplificar el sonido con fines destructivos o de protección.

## Otras versiones

### Action Comics
El primer Pied Piper aparece en Action Comics #48 (mayo de 1942). Trabajando para Queen Bee, el Pied Piper tocaría su flauta, cuya música obligaría a los VIP que habían sido previamente drogados por Queen Bee a seguirlo. Los llevaría a un búnker escondido bajo el océano donde Queen Bee los retendría para pedir rescate. Fue detenido por Mister América.

### Tierra-S
La versión Tierra-S de Pied Piper aparece en Captain Marvel Jr. # 2 y 3 (1942). Esta versión es enemiga del Capitán Marvel Jr.

### Flash Comics
Una versión de Pied Piper aparece en Flash Comics #59 (noviembre de 1944).

### Detective Comics
Una versión de Pied Piper aparece en Detective Comics #143 (enero de 1949). Pied Piper era un criminal obsesionado con todo tipo de pipa. Abrió una tienda de pipas en Gotham City donde planeó una serie de delitos relacionados con las pipas. Sus actividades atrajeron la atención no deseada de los vigilantes locales Batman y Robin y el flautista de Hamelin fue finalmente capturado.

### Mystery in Space
Una versión del personaje llamado Pied Piper de Pluton aparece en Mystery in Space # 110 (septiembre de 1966).

### Flashpoint
En la línea de tiempo alternativa del evento Flashpoint, Pied Piper es un héroe al que Citizen Cold le arrancó las cuerdas vocales, lo que lo obligó a depender de un reemplazo cibernético. Pied Piper también era amigo de la infancia de Wally West. Llega a la guarida de Wally y descubre que Wally ha sido asesinado por Citizen Cold. Pied Piper toma el lugar de Wally al descubrir evidencia de la verdadera identidad de Citizen Cold. Pied Piper corre por las alcantarillas y tiene la intención de rescatar a Iris West de los Renegados, pero aparentemente fue asesinado por la explosión de la escultura de hielo de Citizen Cold. Más tarde se reveló que sobrevivió y le reveló a Iris que Citizen Cold había matado a su sobrino. Después de amenazar con revelar la verdadera identidad criminal de Citizen Cold, Pied Piper fue atacado brevemente por Citizen Cold, quien luego fue congelado por Iris como venganza por lo que le hizo a Wally.

### DCeased
En la línea de tiempo representada en DCeased, Hartley vive con David Singh en su apartamento, después de haber luchado contra los "Anti-Living" con sus poderes, hasta que fueron rescatados por Detective Marciano.

## En otros medios

### Televisión
- Una encarnación original de Pied Piper aparece en un episodio homónimo de Wonder Woman, interpretado por Martin Mull. Esta versión, Hamlin Rule, hipnotiza a las mujeres para que roben los lugares en los que actúa.
- Pied Piper hace un cameo sin hablar en el episodio de Liga de la Justicia Ilimitada, "Flash and Substance".
- Pied Piper aparece en The Flash, interpretado por Andy Mientus. Esta versión es un ex empleado de S.T.A.R. Labs y protegido del Dr. Harrison Wells antes de que fuera despedido por intentar exponer los peligros del acelerador de partículas de este último. Cuando explotó el acelerador, la audición de Hartley se mejoró a un nivel sobrehumano, pero lo deja en constante agonía. En represalia, desarrolló armamento de ondas sónicas para vengarse de Wells apuntando a su nuevo protegido, Flash, así como implantes para sí mismo que sirven como audífonos que suenan sordos y como armas discretas. Introducido en los episodios de la primera temporada, "The Sound and the Fury" y "Crazy for You", Rathaway inicialmente intenta vengarse de Wells por arruinar su reputación. Aunque es capturado, luego logra escapar.[19] En el episodio de la segunda temporada, "Flash Back", Flash viaja en el tiempo para derrotar a Zoom. En el camino, evita el escape de Rathaway y une fuerzas con él para derrotar a un Espectro del tiempo que siguió a Flash a través del tiempo. Como resultado de estos cambios en la línea de tiempo, Flash es recibido por un Rathaway reformado cuando regresa al presente. En los episodios de la sexta temporada, "Grodd Friended Me" y "Pay the Piper", debido a los cambios realizados en el multiverso después del crossover "Crisis on Infinite Earths", Rathaway volvió a ser un criminal y un enemigo de Flash, quien descubre que en una versión alterada de una de sus peleas originales, accidentalmente desestabilizó las moléculas del secuaz/novio de Rathaway, Roderick. Debido a esto, Rathaway creció para resentir a Flash desde entonces. Después de que se reconcilian y unen fuerzas para detener a Godspeed, pueden salvar a Roderick.
- Pied Piper hace un cameo en The Sandman.

### Cine
- Según los informes,  Pied Piper apareció en el guion de David S. Goyer para un proyecto cinematográfico de Green Arrow titulado Escape from Super Max como un recluso de la Penitenciaría Super Max titular para Metahumanos.[20]
- La encarnación de Flashpoint de Pied Piper hace un cameo sin hablar en Justice League: The Flashpoint Paradox como miembro del grupo de Cyborg que trabaja para detener la guerra entre las fuerzas de Aquaman y Wonder Woman.

### Videojuegos
Pied Piper aparece en DC Universe Online, con la voz de Jim Canning.

### Varios
- Pied Piper aparece en All-New Batman: The Brave and the Bold #16.
- Pied Piper hace apariciones de fondo en DC Super Hero Girls como estudiante de Super Hero High.
- Pied Piper aparece en Injustice: Gods Among Us: Year Five #2.
- Hartley Rathaway / Pied Piper aparece en Wonder Woman '77 Special #3